# Universidade do Estado do Oregon
A Universidade do Estado do Oregon (em inglês:  Oregon State University, OSU) é uma universidade pública, situada em Corvallis, no estado do Oregon, nos Estados Unidos da América.
Nesta universidade, estão inscritos cerca de 19 mil estudantes. Aproximadamente 81% de todos os estudantes é residente no estado de Oregon, somente 5% dos universitários são de outro país.
A universidade oferece mais de 200 programas de graduação junto com uma variedade de pós-graduação e doutorado. A média de matrículas de alunos é de cerca de 32.000, tornando-a a maior universidade do estado. Desde sua fundação, mais de 230.000 alunos se formaram na OSU. É classificada entre "R1: Universidades de Doutorado - Atividade de pesquisa muito alta" com uma designação adicional opcional como uma universidade de "Participação na Comunidade".

## Desporto
A Universidade do Estado do Oregon participa em sete modalidades desportivas masculinas e em dez femininas organizadas pela NCAA.